# 아우크스부르크 신앙고백 해설
아우크스부르크 신앙고백 해설(아우크스부르크 信仰告白 解說)은 필리프 멜란히톤에 의해 1530년 작성된 해설서이다. 1530년 6월 25일 카를 5세와 로마 가톨릭 교회에 대응하기 위해 발표되었다. 루터교 교리의 합리성에 대해 설명하고 있다.

## 내용

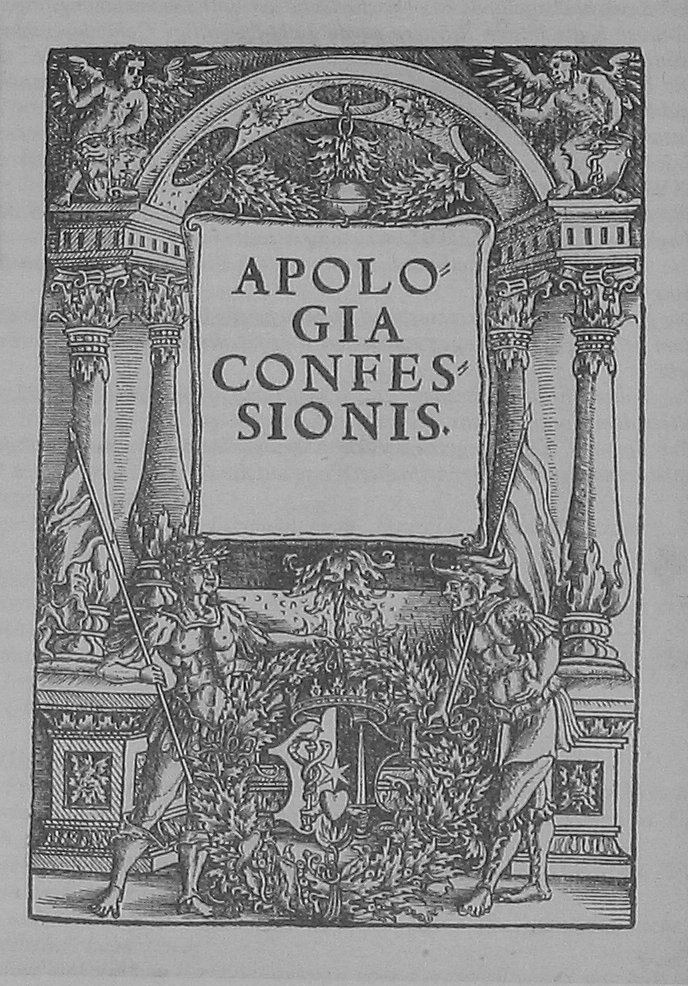

1 원죄
2 정당성
3 사랑과 성취의 법칙
4 보이지 않는 교회
5 회개
6 고백
7 성사
8 교회의 전통
9 성인들
10 성찬
11 사제의 혼인
12 미사
13 수도원 선서
14 교회의 힘